# Destroy Erase Improve
Destroy Erase Improve es el segundo álbum de estudio de la banda sueca de metal, Meshuggah, lanzado el 25 de julio de 1995 a través de Nuclear Blast. También hay una versión europea jewelcase con sus detalles desconocidos. Hubo también una versión promocional del álbum en caja de cartón blanco con una imagen de un cerebro en la portada. Dice "Promo 121", así como el número de producción regular.
Destroy Erase Improve fue innovador en su uso de polirritmia y thrash beats fuera de tiempo, y estableció estos elementos como marcas reconocibles al instante de la música de Meshuggah. Algunos elementos de jazz fusión están presentes en algunas canciones como "Future Breed Machine", "Acrid Placidity", "Vanished" y "Sublevels". Meshuggah más tarde desarrollaría estas cualidades, abandonando mucha de la melodía en Chaosphere (1998) e introduciendo canciones más pesadas y rápidas.

## Lista de canciones
1. "Future Breed Machine"
2. "Beneath"
3. "Soul Burn"
4. "Transfixion"
5. "Vanished"
6. "Acrid Placidity"
7. "Inside What's Within Behind"
8. "Terminal Illusions"
9. "Suffer in Truth"
10. "Sublevels"
11. "Humiliative" (Japanese bonus track)
12. "Ritual" (Japanese bonus track)
13. "Gods of Rapture" (live, Japanese bonus track)

- Datos: Q2706667